# Revolutions per Minute (musikalbum av Rise Against)
Revolutions Per Minute är hardcorebandet Rise Againsts andra album och det sista som släpptes genom Fat Wreck Chords. Det gavs ut den 8 april 2003. Spåret "Heaven Knows", nummer 2 på skivan, var bandets första singel och skivan innehåller även en cover av Journeys "Anyway You Want It".

## Låtlista
1. "Black Masks & Gasoline" - 2:59
2. "Heaven Knows" - 3:23
3. "Dead Ringer" - 1:31
4. "Halfway There" - 3:41
5. "Like the Angel" - 2:46
6. "Voices Off Camera" - 2:17
7. "Blood Red, White and Blue" - 3:38
8. "Broken English" - 3:25
9. "Last Chance Blueprint" - 2:14
10. "To the Core" - 1:33
11. "Torches" - 3:41
12. "Amber Changing" - 3:38
13. "Anyway You Want It" - 2:57

## Musiker
- Tim McIlrath (sång & gitarr)
- Joe Principe (bas)
- Brandon Barnes (trummor)
- Todd Mohney (gitarr)